# Marcus Antonius Felix
Marcus Antonius Felix, též pouze Félix (řec. Φηλιξ) či Marcus Claudius Felix (1. století) byl římský politik a prokurátor provincie Judee.

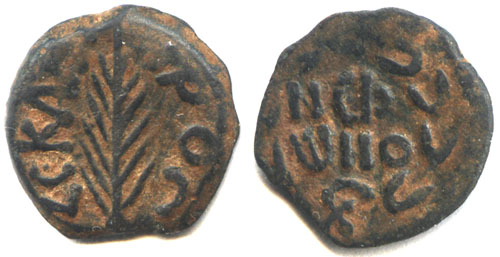
Bronzová mince ražená Félixem

Félix byl propuštěncem na císařském dvoře, byl původně otrokem buďto císaře Claudia nebo jeho matky Antonie. Jeho bratr Marcus Antonius Pallas (rovněž propuštěnec) byl vlivnou osobou na dvoře císařů Claudia a Nerona, kdy jeho vliv trval asi do roku 60.
Díky svému bratrovi byl Félix jmenován prokurátorem provincie Judee a zastával tento úřad asi v letech 52–59. Proslavil se krutostí a prostopášností; podle Tacita „brutálně a chtivě užíval moci krále, avšak se schopnostmi otroka“. Kolem roku 55 potlačil povstání mesiášského samozvance egyptského původu.
Apoštol Pavel byl po svém zatčení v Jeruzalémě převezen do Cesareje, kde měl být Félixem souzen. Félix zahájil přelíčení, ale následně držel dva roky Pavla ve vazbě v naději na to, že obdrží úplatek a zalíbí se židům. 
Félix byl třikrát ženat. Jeho první manželkou byla Drusilla Mauretánská, pravnučka Kleopatry VII. a Marca Antonia. V polovině 50. let se s ní Felix rozvedl a vzal si Drusillu z herodovské dynastie, která zemřela roku 79 při výbuchu Vesuvu. Felix měl ještě třetí manželku, o níž není nic bližšího známo.
Kvůli stížnostem Židů byl Félix odvolán císařem Neronem z úřadu prokurátora, před přísnějším trestem ho zachránil jeho bratr Pallas. V úřadu prokurátora jej vystřídal Porcius Festus. O dalších osudech Félixových není nic bližšího známo.